# John Stone Stone

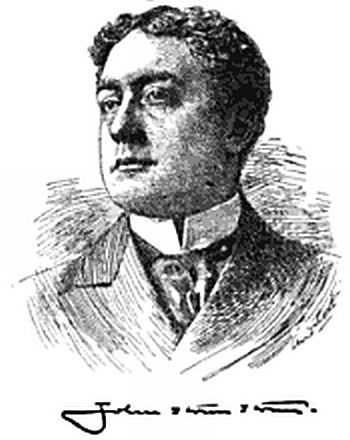
Pentekening John Stone Stone (1910)

John Stone Stone (Manakin-Sabot (Virginia), 24 september 1869 – San Diego, 20 mei 1943) was een Amerikaans elektrotechnisch ingenieur en uitvinder. Hij begon als telefoontechnicus en groeide hij uit tot een invloedrijk pionier in de draadloze telecommunicatie. Hij is houder van enkele belangrijke octrooien op het gebied van de "ruimtetelegrafie".

## Biografie
John Stone Stone was de enige zoon van Charles Pomeroy Stone, een voormalig brigadegeneraal in de Amerikaanse burgeroorlog en technicus, en Jeannie Stone (geboortenaam Stone). Zijn jeugd bracht hij grotendeels door in Egypte en Europa, zodat hij naast Engels ook vloeiend Arabisch en Frans sprak terwijl hij in Egypte leerde paardrijden.
Na de overname van het bestuur in Egypte door de Britten keerde de familie Stone terug naar de Verenigde Staten waar hij achtereenvolgens de Columbia Grammar School in New York bezocht, de Columbia University School of Mines en de Johns Hopkins-universiteit. Bij deze laatste volgde hij natuur- en wiskunde onder professor Henry Augustus Rowland.
Zijn wetenschappelijke carrière begon in 1890 toen hij als experimenteerder werkte in het laboratorium van het Amerikaanse Bell Telephone Company in Boston. Na negen jaar verliet hij Bell en spendeerde hij enkele tijd als orator over elektrische oscillaties aan het Massachusetts Institute of Technology (MIT). In 1902 werd hij directeur, vicepresident en hoofdtechnicus bij het pas opgerichte Stone Telegraph & Telephone Company, een bedrijf dat draadloze telegrafieapparatuur fabriceerde en verhuurde.
Van 1908 tot 1910 trad hij op als president en hoofdtechnicus van dat bedrijf om vervolgens zich te richten in het raadgeven en op te treden als expert in octrooigeschillen. Later, rond 1919, verhuisde hij naar San Diego waar hij zich verbond aan de American Telephone & Telegraph Company (AT&T) als assisterend technicus op de onderzoeks- en ontwikkelafdeling, een positie die hij vijftien jaar behield.
Stone huwde in 1918 Sibyl Wilbur, een schrijfster uit Elmira, New York. Hun huwelijk bleef kinderloos en eindigde in een scheiding.

### Werk
Stone heeft vele bijdragen geleverd op het gebied van telefonie en radiotelegrafie. Zo ontwikkelde hij bij Bell een standaard batterijsysteem en assisteerde hij in de ontwikkeling van een draadomroepsysteem voor signaaltransmissie over vaste lijnen. Tevens bedacht hij een methode om telefoonlijnen gelijkmatig te belasten met smoorspoelen (later opgevolgd door het systeem van Pupin).
Stones speciale studie naar elektrische oscillaties en hoogfrequente straling – geïnspireerd door de Britse natuurkundige Oliver Heaviside – gedurende zijn tijd aan de Johns Hopkins-universiteit en zijn bestudering later van het werk van onder andere Elihu Thomson en Nikola Tesla over het gedrag van elektromagnetische golven leidde ertoe dat hoofdtechnicus Hammond V. Hayes hem vroeg de mogelijkheden te onderzoeken om spraak telefonisch te verzender met behulp van radiogolven. Stone leverde verdienstelijk werk af met dit onderzoek en verkreeg hieruit enkele belangrijke octrooien.
In februari 1900 diende Stone een octrooi in over een afgestemde radiozender, anderhalf jaar eerder voordat Guglielmo Marconi zijn octrooi hierover indiende in de Verenigde Staten. Stones octrooi beschrijft een variabele afstemming, door middel van een instelbare inductie, in gesloten circuits toegepast in zowel de zender als de ontvanger. Door vonkzenders af te stemmen op verschillende frequenties konden meerdere zenders naast elkaar gebruikt worden, terwijl interferentie tussen de verschillende zenders werd verkleind. Ook het zendbereik nam toe en de zender was minder gevoelig voor atmosferische elektrische verstoringen.
Voor de verdere ontwikkeling ervan richtte hij in 1901 de Stone Wireless Telegraph Syndicate op, korte tijd daarna opgevolgd door de Stone Telegraph & Telephone Company in Boston. Ondanks Stones revolutionaire technologie faalde zijn bedrijf om grote orders binnen te halen bij de Amerikaanse marine – de voornaamste afnemer van deze apparatuur – met als gevolg dat zijn bedrijf in 1913 vroegtijdig werd opgeheven. Zijn pakweg 100 radiopatenten werden verkocht aan Lee De Forest, uitvinder van de Audion vacuümbuis en een goede vriend van Stone.
Het was Stone die De Forest wees op het feit dat zijn Audion-radiobuis niet alleen geschikt was als signaalversterker bij vaste telefonie maar ook toepasbaar was als zendbuis voor het opwekken van continue radiogolven. Bij gevolg staat de Audion aan de basis van een nieuwe generatie radiozenders.
Andere belangrijke uitvindingen van Stone in de draadloze telegrafie zijn de "richtingzoeker" – een toestel waar door middel van draadloze telegrafieapparatuur aan boord van elk schip de richting bepaald kan worden van waaruit telegrafiesignalen afkomstig zijn en hieruit de positie van andere schepen zijn af te leiden – en methodes en toestellen om meerdere draadloze telegrafiesignalen tegelijkertijd te verzenden en te ontvangen.

## Erkenning
Stone was behulpzaam in de oprichting van de Society of Wireless Telegraph Engineers (SWTE) in 1907 in Boston en trad op als voorzitter tot 1909. De vereniging voorzag in eerste instantie als forum voor lezingen en discussies van technische kwesties voor de staf van de Stone Telegraph & Telephone Co., maar groeide uit tot een vereniging voor radiotechnici in het algemeen. In 1912 fuseerde de SWTE met The Wireless Institute tot het Institute of Radio Engineers (IRE). Stone was lid van het bestuur van 1912 tot 1917, vicevoorzitter in 1913 en 1914, en voorzitter in 1915. In 1915 werd hij benoemd tot Fellow of the IRE en in 1923 ontving hij de Medal of Honor "Voor zijn onderscheidene diensten in de radiocommunicatie".
Daarnaast was hij lid van vooraanstaande Amerikaanse verenigingen, zoals de American Academy of Arts and Sciences, de American Association for the Advancement of Science, de American Electrochemical Society, de American Institute of Electrical Engineers (AIEE) en de Society of Arts van het MIT.
Stone was auteur van verscheidene belangrijke werken, zoals "The Practical Aspects of the Propagation of High-Frequency Waves Along Wires" uit 1912 waarvoor hij in 1913 werd onderscheiden met de Edward Longstreth Medal van het Franklin Institute. Andere werken van Stone zijn:
- Theory of Wireless Telegraphy (1914)
- Maximum Current in the Secondary of a Transformer
- Interference in Wireless Telegraphy
- The Periodicities and Damping Coefficients of Coupled Oscillators (1910)
- Notes on the Oscillation Transformer (1911)
- The Resistance of the Spark and Its Effect on the Oscillations of Electrical Oscillators

- Gemeinsame Normdatei: 117673765
- Virtual International Authority File: 10629481
- WorldCat: E39PBJmhQcTjTWX9G7Cqh43bBP